# Luciano Almeida
Luciano Silva Almeida (Santana do Livramento, 14 de abril de 1975) é um ex-futebolista brasileiro que atuava como lateral-esquerdo ou zagueiro.

## Carreira
Revelado pelo Caxias, Luciano Almeida teve passagens por Internacional, América Mineiro, Juventude, Ponte Preta, Goiás, Criciúma, Botafogo, Vitória e America-RJ.
Durante uma partida do Brasileirão de 2007, o atleta sofreu uma grave lesão no tornozelo direito e ficou fora do time por 5 meses, após a contusão, o jogador voltou a ficar no banco de reservas numa partida válida pelo início do Brasileirão de 2008.
Em 9 de janeiro de 2009, foi contratado pelo Vitória. Pouco aproveitado e alvo de muitas críticas (principalmente pela desclassificação do time baiano na Copa do Brasil), foi dispensado em junho. Após alguns meses mantendo a forma física em academias, foi contratado para jogar a Série C pelo clube que o revelou, o Caxias. 
Em janeiro de 2010, se transferiu para o America-RJ, onde teve a oportunidade de enfrentar seu ex-clube, o Botafogo. Se aposentou no ano seguinte.

## Títulos
Internacional
- Campeonato Gaúcho: 1997

Goiás
- Campeonato Goiano: 2002 e 2006
- Copa Centro-Oeste: 2002

Criciúma
- Campeonato Brasileiro - Série B: 2002
- Campeonato Catarinense: 2005

Botafogo
- Taça Rio: 2007 e 2008

Vitória
- Campeonato Baiano: 2009